# Banco Otomano

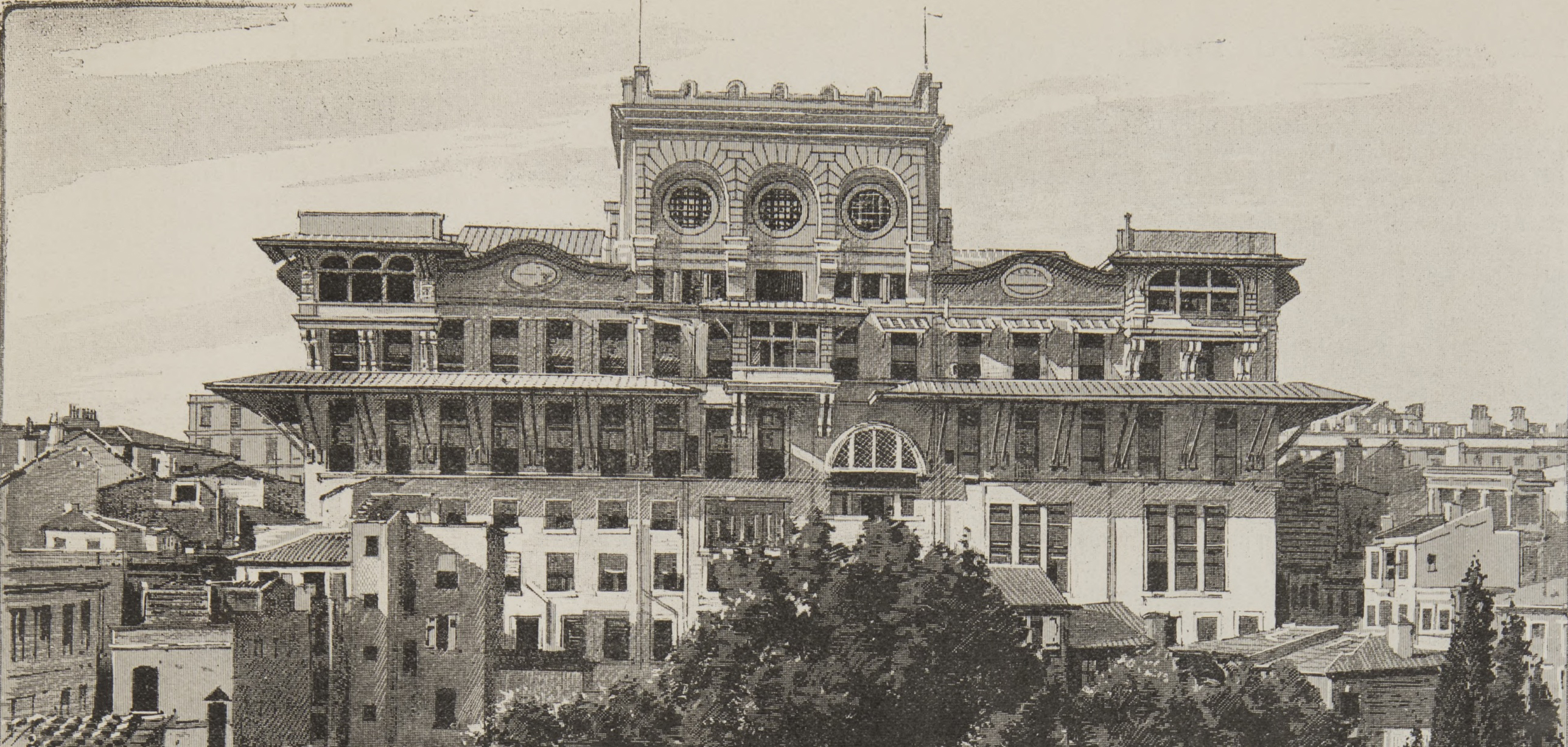
Sede do Banco Imperial Otomano, 1896. Projetado por Alexander Vallaury.

O Banco Otomano (em turco:  Osmanlı Bankası), anteriormente banco imperial otomano (turco otomano: Bank-ı Osmanî-i Şahane ; em francês:  Banque Impériale Ottomane), foi um banco fundado em 1856 na seção de negócios Galata de Constantinopla (hoje Istambul), capital do Império Otomano, como uma joint venture entre os interesses britânicos, o Banco de Paris e os Países Baixos, da França, e o governo otomano.
O capital de abertura do Banco consistia em 135.000 ações, das quais 80.000 foram compradas pelo grupo inglês e 50.000 pelo grupo francês, enquanto 5.000 ações foram alocadas aos otomanos.
Operou como Banco Imperial Otomano de 1863 a 1924. Privilegiado como banco estatal, desempenhou as funções de banco central.
Em junho de 1996, o Banco Otomano foi vendido ao Grupo Doğuş, de onde as atividades bancárias estavam concentradas principalmente na Turquia.
Em 2001, o Banco Otomano passou a fazer parte do Banco Garanti.

## História

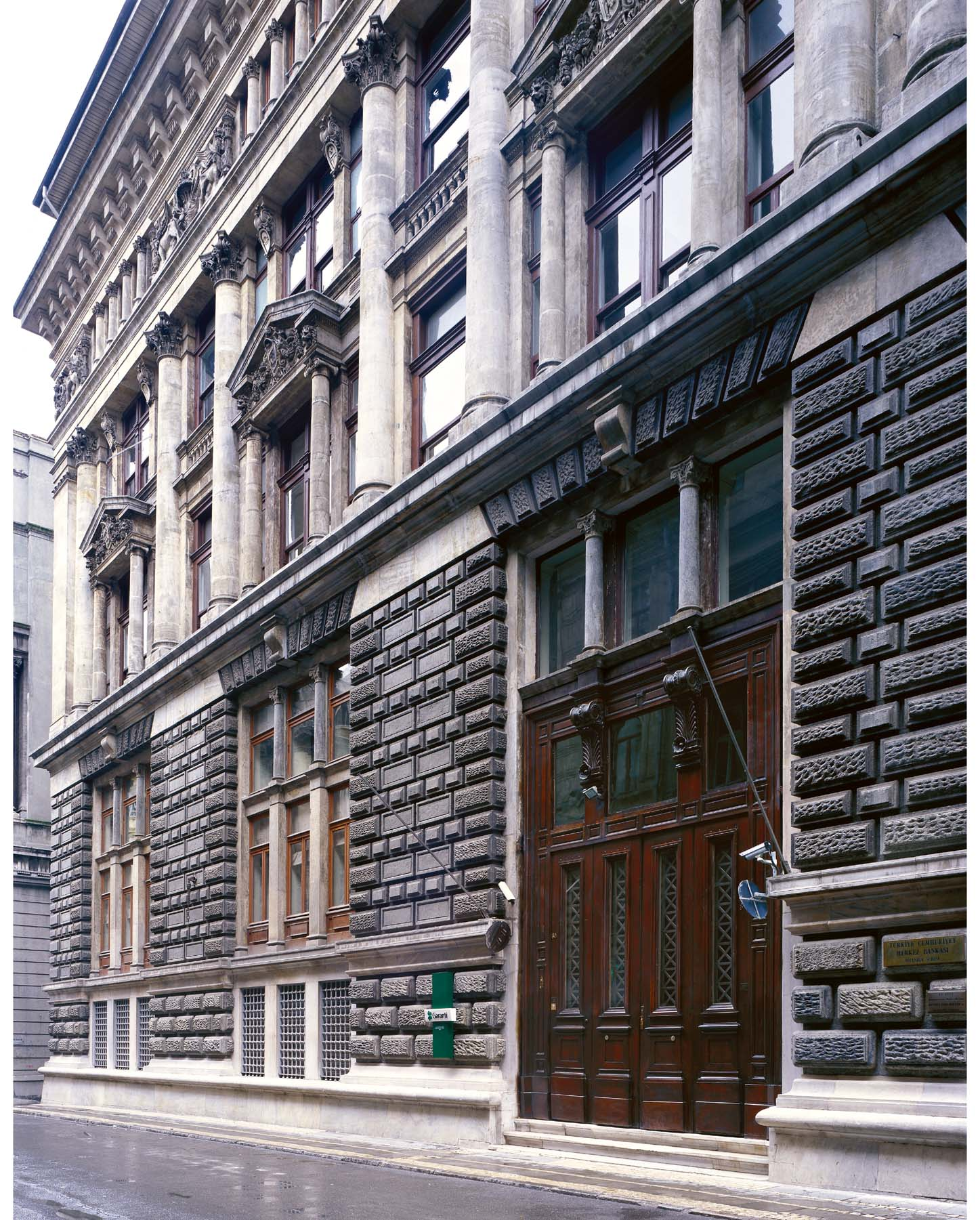
O Centro de Arquivos e Pesquisa do Banco Otomano, antiga sede do Banco Otomano, Constantinopla.

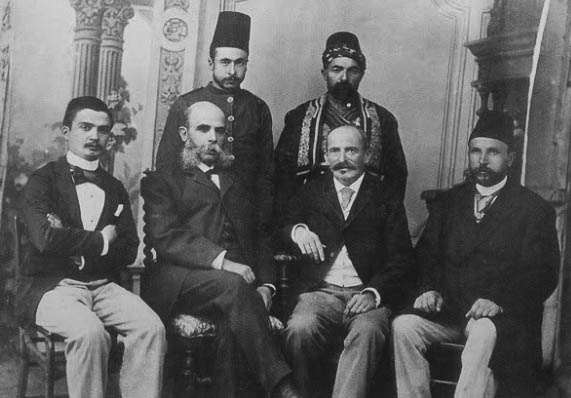
Pessoal de uma filial em Konya, 1889.

Em 4 de fevereiro de 1863, sete anos após sua criação, os acionistas do Banco Otomano assinaram um contrato para formar o Banco Imperial Otomano. O sultão Abdülâziz, que esperava melhorar a economia de seu país, que estava em estado de crise financeira após a Guerra da Crimeia, ratificou o contrato imediatamente.
As principais reformas da era Tanzimat no campo financeiro foram o restabelecimento da moeda e a fundação do Banco Otomano. O Banco Otomano forneceu ao Tesouro os adiantamentos necessários, desempenhou um papel intermediário durante a dívida pública otomana e atuou como banco de emissão, principal função dos bancos estatais.
Em 18 de fevereiro de 1875, o banco foi autorizado a controlar o orçamento, as despesas e a renda do estado, para garantir reformas e controlar a precária situação financeira otomana. O caráter do Banco Otomano como banco estatal foi totalmente reafirmado, estendendo seu direito de emissão por 20 anos e conferindo a ele o papel de Tesoureiro do Império.
O banco continuou a ajudar o estado otomano, fornecendo vários créditos após as Guerras dos Balcãs, tornou-se membro do Conselho da Dívida Pública e assumiu o monopólio do tabaco em uma empresa limitada. Após o restabelecimento da posição de crédito do Empire, a colocação de empréstimos turcos no exterior tornou-se possível por volta de 1886. Permitida pela redução de compromissos com o Tesouro por volta de 1890, após a melhoria das finanças públicas, o Banco Otomano realizou uma dupla atividade de financiamento da Economia turca e promoção de outros negócios.
No âmbito das atividades bancárias comerciais, esteve envolvido principalmente em obras públicas e ferrovias, no Porto de Beirute, na linha ferroviária Beirute - Damasco e sua posterior extensão a Homs, Hamah e Aleppo. O apoio financeiro do Banco continuou a alguns outros projetos ferroviários, incluindo a linha Constantinopla - Salônica, Smyrna - Kasaba (1892) e a ferrovia de Bagdá (1903). Em 1896, o Banco desempenhou um papel importante no estabelecimento da empresa de mineração de carvão Ereğli, na costa do Mar Negro. Em agosto de 1896, o banco foi alvo de uma apreensão de revolucionários armênios com a intenção de chamar a atenção internacional para os maus tratos aos armênios no Império Otomano.
A declaração da Primeira Guerra Mundial prejudicou o Banco, pois perdeu credibilidade junto ao governo otomano por causa de seus acionistas britânicos e franceses; por outro lado, os governos britânico e francês consideraram o banco como uma instituição pertencente ao inimigo. Isso causou problemas particulares em Chipre, uma província otomana administrada pela Grã-Bretanha até a Primeira Guerra Mundial, quando a ilha foi anexada em resposta aos turcos do lado das potências centrais. Depois que uma operação inicial no banco em 1914 deixou a operação local do banco com menos de 4.000 libras esterlinas em seus cofres, e nenhum meio de reabastecer suas reservas da sede em Constantinopla, o banco foi brevemente fechado pelas autoridades britânicas e depois, foi permitido reabrir efetivamente como uma empresa semi-estatal separada. Em parte, esse compromisso parece ter sido alcançado, já que as autoridades britânicas de Chipre haviam depositado seus fundos inteiros no banco em Chipre, cerca de 40.000 libras esterlinas, que seriam perdidas se o banco fosse obrigado a fechar. Mas, com exceção de Chipre, durante esse período, os executivos britânicos e franceses do banco deixaram seus cargos, e o governo otomano aboliu o privilégio de emitir notas. No entanto, suas outras atividades continuaram.
Após a Guerra da Independência e a proclamação da República da Turquia, o regulamento das relações com o novo estado foi estabelecido em 10 de março de 1924. O nome do Banco foi alterado do Banco Otomano Imperial para o Banco Otomano. O papel do Banco como banco estatal permaneceu, mas foi prorrogado temporariamente devido à intenção do governo turco de estabelecer seu próprio Banco Central, realizado em 1931.
Durante o período após a Primeira Guerra Mundial, a maioria das filiais teve que ser fechada, enquanto novas filiais foram estabelecidas no Oriente Próximo entre 1920-1930 para atender aos interesses britânicos.
Em 1933, o Banco Otomano se tornou um banco comercial e, finalmente, em 1952, tornou-se uma instituição privada.
Após a crise do Canal de Suez, em 1956, o governo egípcio nacionalizou todas as cinco filiais do país. O governo egípcio criou o Bank Al-Goumhourieh para assumir as operações egípcias do Banco Jônico e do Banco Otomano após a Guerra do Canal de Suez. Em 1958, o Banco ampliou sua rede para países da África Oriental, como Quênia, Uganda, Tanzânia e Rodésia (hoje Zimbábue) para atender a demanda de seus acionistas.
Com a crescente tendência de transferir negócios bancários de propriedade estrangeira para propriedade local em muitos países, em 1969 o Banco vendeu suas agências em Londres, Chipre, Sudão, Jordânia, Leste da África, Emirados e Rodésia ao National and Grindlays Bank.[carece de fontes?] As filiais na França e Suíça se reagruparam em uma empresa separada chamada Banque Ottomane, que o Grindlays Bank comprou mais tarde.
Em 1996, o Banco Otomano foi vendido ao Grupo Doğuş e, a partir de então, sua atividade de banco comercial se concentrou principalmente na Turquia. Em 31 de julho de 2001, fundiu-se com o Körfez Bankasi. Em 21 de dezembro de 2001, foi incorporada ao seu principal acionista, o Garanti Bank. Isso levou ao desaparecimento do nome Otomano Banco de todas as filiais restantes. No momento de sua fusão, o Banco Otomano possuía uma rede de 58 agências e cerca de 1.400 funcionários.

## Estrutura de pessoal

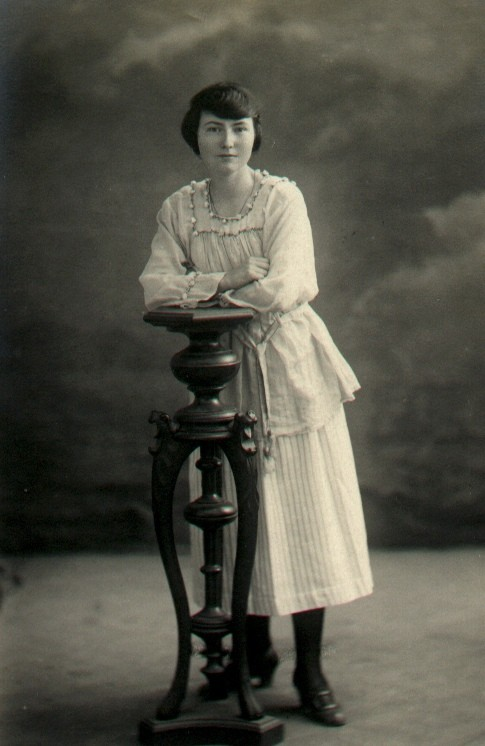
Pessoal feminino do Banco Otomano (Winifred da Irlanda)

O Banco era uma instituição sem nacionalidade em essência. No entanto, o grupo de funcionários superiores foi o único nível sujeito a um critério nacional. Para todos os outros funcionários, de gerentes de agências a funcionários e funcionários, o Banco não aplicou nenhuma política, dependendo de um critério de nacionalidade ou etnia que resultasse em um padrão de pessoal não observado em nenhum outro banco europeu.
O gerente geral e seu substituto eram britânicos ou franceses, refletindo a participação majoritária das duas nações. Uma exceção ocorreu no período durante a Primeira Guerra Mundial, quando o gerente geral e seu vice, cidadãos de países hostis, foram forçados a deixar o país. Durante esse período, até que pudessem retornar aos seus cargos em 1918, após o armistício de Mudros, o Banco era administrado por otomanos de etnia armênia e grega.
Os funcionários de alto escalão e a maioria dos gerentes de filiais eram europeus. Os oficiais de nível médio e alguns gerentes de filial eram otomanos não muçulmanos de etnia grega, armênia, judaica e árabe cristã . A parte inferior da hierarquia era composta por otomanos muçulmanos prestando serviços como funcionários, correios, guardas e porteiros.
Comparado à proporção da população diferente do império, o número de funcionários não muçulmanos era relativamente alto. A razão para esse padrão de emprego foi o histórico de não-muçulmanos com habilidades no idioma ocidental, educação contábil e bancária e orientação culturalmente ocidental. Tais requisitos para as ocupações no Banco Otomano poderiam ser adquiridos principalmente por não-muçulmanos até a formação da República da Turquia.
Gerentes gerais notáveis

- Sir Edgar Vincent (1889–1897)
- Sir Hamilton Lang, KCMG (1897–1902)
- Gaston Auboyneau (1902–?)[6]
- Berç Keresteciyan
- Jacques Jeulin (1966–1985)
- Aclan Acar (1996-2000)
- Turgay Gönensin (2000–2001)

## Atividades da filial
Desde o início, o Banco abriu continuamente novas agências em todo o Império Otomano, construindo uma rede de cerca de 80 agências pouco antes do início da Primeira Guerra Mundial.
- 1856 Londres, Constantinopla (hoje Istambul)- Galata, Esmirna, Galați (fechada em 1866), Beirute (fechada em 1921)
- 1861 Bucareste (fechada em 1866)
- 1862 Salonica, Aidim, Afioncaraquissar (fechado em 1880), Manissa, Lárnaca
- 1865 Isparta
- 1866 Alexandria
- 1868 Paris
- 1869 Antália
- 1872 Porto Saíde
- 1875 Ruse (fechado em 1880), Adrianópolis (agora Edirne em inglês), Bursa, Damasco (fechado em 1921)
- 1878 Plovdiv (fechado em 1899)
- 1879 Nicósia, Limassol
- 1880 Varna (fechado em 1882)
- 1881 Nazilli (fechado em 1898)
- 1886 Constantinopla-Ieni Cami
- 1889 Adana, Cônia
- 1890 Sófia (fechada em 1899), Denizli, Mula
- 1891 Constantinopla-Pera, Balequessir, Uxaque, Samessum, Trebizonda
- 1892 Ruse (reaberto e fechado em 1899), Mersim, Bagdá,
- 1893 Ancara, Alepo (fechado em 1921), Baçorá
- 1898 Mitilene (fechado em 1921)
- 1899 Castamonu, Sivas
- 1903 Monastir (Bitola) (fechado em 1914), Escópia (fechado em 1914)
- 1904 Alexandrópolis (fechado em 1914), Cavala, Esquixequir, Akşehir, Trípoli (Síria) (fechado em 1921).
- 1905 Nazilli (reaberto), Bandırma, Bilecik, Jaffa, Jerusalém.
- 1906 Xanti (fechado em 1914), Erzurum, Giressum, Cutáquia, Gaziantepe, Silifke (fechado em 1907), Famagusta, Haifa, Trípoli (Líbia) (fechado em 1912)
- 1907 Adapazarı, Moçul, Minia
- 1908 Tarso, Homs (fechado em 1921)
- 1909 Comotini (fechado em 1914), Tequirda
- 1910 Soufli, Drama (fechado em 1921), Serres (fechado em 1921), Janina (fechado em 1921), Caiseri, İnebolu, Ordu, Geyve, Bolvadin, Almançora
- 1911 Manchester, Escodra da Albânia (fechado em 1914), Rodes (fechado em 1921), Diarbaquir, Mamuretulaziz (Elaze), Bitlisse, Vã, Ceyhan, Saida (fechado em 1921), Hodeida (fechado em 1921), Bengasi (fechado em 1912).
- 1912 Bolu, Urfa, Sandıklı, Söke, Jidá (fechado em 1916)
- 1913 Alexandreta (agora İskenderun) (fechada em 1921)
- 1914 Chanacale, Zalé (fechado em 1921)
- 1916 Marselha
- 1918 Paphos
- 1919 Hama (fechado em 1921)
- 1920 Quircuque, Ashar, Tunis, Quermanxá
- 1921 Troodos (Chipre), Zonguldaque
- 1922 Belém, Ramala, Nablus, Hamadã, Teerã
- 1924 Musky-Cairo, Ismaília
- 1925 Amã
- 1926 Malátia (Turquia), Manisa (Turquia)
- 1931 Telavive
- 1940 Geneifa (Egito)
- 1941 Porto Taufique (Egito)
- 1942 Mehalla Kebir (Egito)
- 1943 Cirénia
- 1946 Lefka, Morfu
- 1947 Jerusalém Oeste, Faium, Tanta (Egito)
- 1948 Erbil
- 1949 Cartum, Porto Sudão
- 1956 Catar
- 1962 Abu Dábi
- 1969 Mascate

## Museu do Banco Otomano

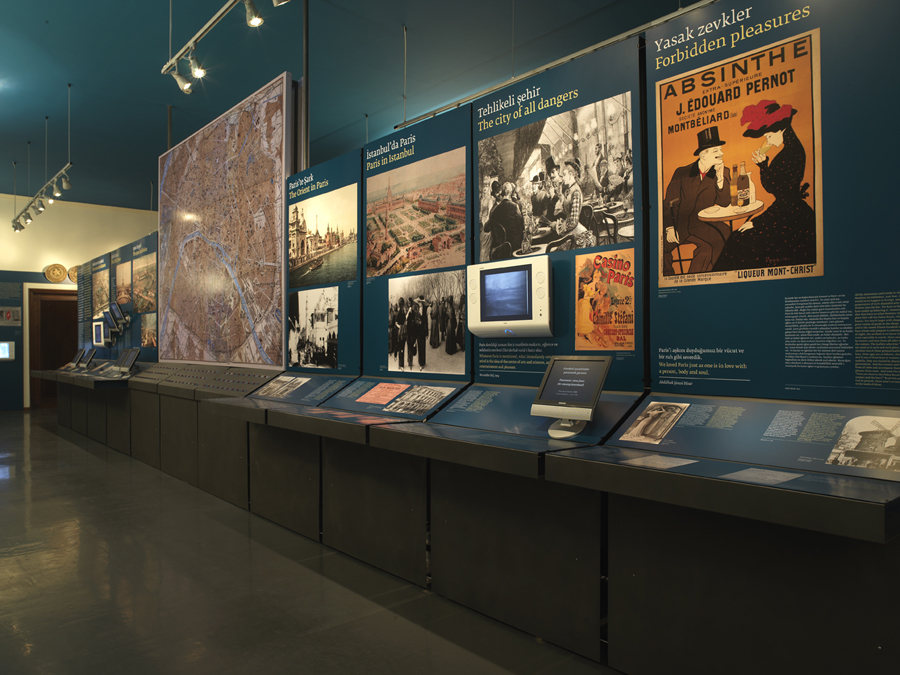
Museu do Banco Otomano: Prelúdio da Revolução de 1908: Os Otomanos em Paris

A sede do Banco Otomano na Rua Voyvoda (aka Bankalar Caddesi, rua dos bancos) em Karaköy, Istambul foi construída pelo renomado arquiteto franco-turco Alexander Vallaury em 1890 e usada como sede do Banco Otomano desde a sua abertura em 27 de maio de 1892, até 1999. Além de abrigar a filial de Karaköy do Garanti Bank e suas diretorias de área, o edifício era o local do Museu do Banco Otomano e do Centro de Pesquisa e Arquivos do Banco Otomano. Os objetos e documentos exibidos no Museu do Banco Otomano forneceram informações sobre o final do período otomano e do início do republicano, exibindo o ambiente econômico, social e político da época por meio de operações de mercado, agências bancárias, arquivos de clientes e arquivos de pessoal em uma combinação de cronologia abordagens temáticas.
Quatro cofres bancários, localizados no centro do salão principal de exposições, foram usados para exibir séries de arquivos, como ações e títulos, livros contábeis, arquivos de clientes, cartões de depósito, arquivos pessoais e fotografias. O maior cofre de dois andares abrigava as notas e moedas de prata emitidas entre 1863 e 1914, juntamente com a história, o design, o registro e as amostras de cada um.
Fechado para construção em 2009, o prédio do Banco Otomano reabre em 22 de novembro de 2011 como SALT Galata, um dos dois edifícios que hospedam as atividades da instituição cultural SALT. O SALT Galata abriga o Museu do Banco Otomano e disponibiliza ao público o acervo completo da biblioteca e arquivos do Centro de Arquivos e Centro de Pesquisa do Banco Otomano, via SALT Research.